# 9Goats Black Out
I 9Goats Black Out sono stati un gruppo musicale visual kei giapponese fondato nel 2007.

## Storia
I 9Goats Black Out vengono ideati nel 2007 da uta ed hati in risposta alla domanda «Un prodotto, una musica che veicoli suono e voce assieme più di ogni altra cosa: quante persone può colpire profondamente nell'animo?»; l'uso di partire da un concept molto definito è una pratica assai usa nel visual kei, come accade per esempio nei MALICE MIZER e nei Vidoll. Il 24 dicembre dello stesso anno viene fondata l'etichetta indipendente dalli e viene attivato il sito web del gruppo, che dal 25 gennaio del 2008 ospita anche il negozio on-line dove a marzo viene messo in vendita il primo CD devils in bedside, i cui contenuti riassumono i temi e le idee su cui lavora il gruppo.

## Formazione
- ryo - voce
- uta[3] - chitarra
- hati - basso

### Componenti di supporto
- akaya - tastiera
- takumi - batteria (2011 – presente)

### Ex componenti
- aki - batteria (2007 – 2010)

### Cronologia
- ryo: D'elsquel → Galruda → Gullet[4] → 9Goats Black Out
- uta: Laypua → Layarch → Rayarch[5] → 9Goats Black Out
- hati: Laypua[6] → Luberie[7] → Rayarch[7] → 9Goats Black Out
- akaya: 9Goats Black Out
- takumi: Virgil → 9Goats Black Out

## Discografia

### Album
- 2008 — devils in bedside
- 2009 — Black rain
- 2010 — TAanatos

### Compilation
- 2011 — CRUSH!2 -90's V-Rock best hit cover songs- (CRUSH!2 -90's V-Rock best hit cover songs-?); raccolta di cover di artisti visual kei anni novanta
  - Speed (スピード?); cover dei Buck-Tick

### Singoli
- 2008 — Sleeping Beauty
- 2011 — Rorschach inkblot
- 2011 — Draw
- 2012 — Karte

### DVD
- 2009 — Bright Garden
- 2011 — Melancholy pool